# Flore Hazoumé
Flore Hazoumé (sinh năm 1959) là một nhà văn Congo nổi tiếng với truyện ngắn.

## Đời sống
Hazoumé sinh ra ở Brazzaville nhưng được nuôi dưỡng tại Pháp. Bà có một người cha từ Bénin và một người mẹ Congo. Bà là hậu duệ của nhà văn Paul Hazoumé.
Bà trở lại Cộng hòa Congo vào năm 1979 và theo học Đại học Abidjan, nơi cô học tiếng Anh. Bà đã xuất bản Hẹn hò Abidjan. vào năm 1984 và làm việc trong quảng cáo vào những năm 1990. Bà sống ở Abidjan, nơi bà là một phần của các nhóm văn học. Bà là một thư ký của Hội Nhà văn Bờ Biển Ngà.
Bà đã viết cho người lớn và trẻ em và những câu chuyện của bà có một thông điệp đạo đức. Năm 2010, bà làm việc với Josette Abondio trên tạp chí Scrib Spiritualité.

## Công trình
- Hẹn hò với Abidjan., 1984
- Ác mộng, 1994
- Sự trả thù của người bạch tạng, 1996
- Một cuộc sống tốt đẹp
- Hoàng hôn của con người
- Và nếu chúng ta lắng nghe con cái, 2002 [2]
- Ở góc phố, đợi tôi, 2006
- Tôi đã rất tốt.., 2012 [1]